# Julio Lores
Julio Lores Colán (15 septembre 1908 – 15 juillet 1947) est un footballeur international péruvien puis mexicain qui jouait au poste d'attaquant.

## Biographie

### Carrière en club
Joueur du Ciclista Lima, Julio Lores s'expatrie au Mexique et évolue en attaque dans le Club Necaxa. En remportant le championnat (amateur) en 1932-1933, il devient le premier Péruvien à remporter un titre en jouant dans un pays étranger.

### Carrière internationale
Lores est surtout connu pour avoir participé avec le Pérou à la Coupe du monde 1930 en Uruguay. Il est sélectionné par l'entraîneur espagnol Francisco Bru, avec d'autres joueurs clés tels que Luis de Souza Ferreira, Juan Valdivieso ou encore Alejandro Villanueva. Son pays tombe dans le groupe C avec la Roumanie (défaite 3-1) et le futur vainqueur et hôte, l'Uruguay (défaite 1-0).
En 1935, il devient le premier joueur naturalisé mexicain à porter le maillot de l'équipe nationale mexicaine aux Jeux d'Amérique centrale et des Caraïbes au Salvador.

#### Buts en sélection (Mexique)
| Buts en sélection de Julio Lores | Buts en sélection de Julio Lores | Buts en sélection de Julio Lores                      | Buts en sélection de Julio Lores | Buts en sélection de Julio Lores | Buts en sélection de Julio Lores | Buts en sélection de Julio Lores              |
|                                  | Date                             | Lieu                                                  | Adversaire                       | Score                            | Résultat                         | Compétition                                   |
| -------------------------------- | -------------------------------- | ----------------------------------------------------- | -------------------------------- | -------------------------------- | -------------------------------- | --------------------------------------------- |
| 1.                               | 27 mars 1935                     | Estadio Nacional Flor Blanca, San Salvador (Salvador) | Salvador                         | 7-1                              | 8-1                              | Jeux d'Amérique centrale et des Caraïbes 1935 |
| 2.                               | 28 mars 1935                     | Estadio Nacional Flor Blanca, San Salvador (Salvador) | Guatemala                        | 2-0                              | 5-1                              | Jeux d'Amérique centrale et des Caraïbes 1935 |
| 3.                               | 30 mars 1935                     | Estadio Nacional Flor Blanca, San Salvador (Salvador) | Cuba                             | 4-1                              | 6-1                              | Jeux d'Amérique centrale et des Caraïbes 1935 |
| 4.                               | 30 mars 1935                     | Estadio Nacional Flor Blanca, San Salvador (Salvador) | Cuba                             | 6-1                              | 6-1                              | Jeux d'Amérique centrale et des Caraïbes 1935 |
| 5.                               | 1er avril 1935                   | Estadio Nacional Flor Blanca, San Salvador (Salvador) | Honduras                         | 3-0                              | 8-2                              | Jeux d'Amérique centrale et des Caraïbes 1935 |
| 6.                               | 1er avril 1935                   | Estadio Nacional Flor Blanca, San Salvador (Salvador) | Honduras                         | 5-0                              | 8-2                              | Jeux d'Amérique centrale et des Caraïbes 1935 |
| 7.                               | 1er avril 1935                   | Estadio Nacional Flor Blanca, San Salvador (Salvador) | Honduras                         | 7-1                              | 8-2                              | Jeux d'Amérique centrale et des Caraïbes 1935 |

NB : Les scores sont affichés sans tenir compte du sens conventionnel en cas de match à l'extérieur (Mexique-Adversaire).

## Palmarès

### En club
Club Necaxa
- Championnat du Mexique (amateur) (4) :
  - Champion : 1932-33, 1934-35, 1936-37 et 1937-38[3].
  - Meilleur buteur : 1931-32 (20 buts) et 1932-33 (8 buts)[4].

- Coupe du Mexique (1) :
  - Vainqueur : 1936[3].

### En équipe nationale
Mexique
- Jeux d'Amérique centrale et des Caraïbes (2) :
  - Vainqueur : 1935 et 1938.